# Трэвис, Мерл
Мерл Роберт Трэвис (англ. Merle Travis; 29 ноября 1917 — 20 октября 1983) — американский кантри- и вестерн-исполнитель, поэт-песенник. В его лирике часто обсуждалась эксплуатация шахтёров-угольщиков. Владел своеобразной игрой на гитаре, его мастерство признается и по сей день. Включен в Нэшвиллский Зал Славы поэтов-песенников в 1970 и в Музей и Зал славы кантри в 1977. Стиль гитарной игры Мерла являлся скрещением фингерстайла, кантри и народных песен Западного Кентукки.

## Биография

### Ранние годы
Трэвис родился в Розвуде (округ Мьюленберг, штат Кентукки). Этот край вдохновил музыканта на написание многих песен. В раннем возрасте Мерл стал интересоваться гитарой, учителем ему стал его брат.
Стиль Трэвиса выработался под влиянием кентуккийского фингерстайла, в частности Арнольда Шульца, игравшего в стиле чёрного кантри-блюза. Шульц преподавал игру в этом стиле разным местным музыкантам, включая Кеннеди Джонса, который передал свои навыки другим гитаристам, в особенности Моузу Рэджеру и Айку Эверли, отцу The Everly Brothers. Таким образом, эта техника игры очаровала многих местных гитаристов и обеспечила вдохновение молодому Трэвису.

### Начало музыкальной карьеры
В 18-летнем возрасте Трэвис исполнил песню „Tiger Rag“ на местном радио. В 1937 году он стал гитаристом в Georgia Wildcats. Позже играл в госпел-квартете Drifting Pioneers.в 1938 году игра Трэвиса очаровала радиостанцию WLW, включившую его выступления в танцевальное радио-шоу „Boone County Jamboree“. Помимо этого, Трэвис вел различные программы на этом радио, успев поработать с Луисом Маршаллом Джоунсом („Дедушка“ Джонс), Delmore Brothers, Хэнком Пенни и Джо Мэфисом, которые стали его друзьями на всю жизнь.
В 1943 Трэвис и Дедушка Джонс начали записываться в Цинциннати, сотрудничая с продюсером Сидом Натаном, основавшим лейбл King Records. Музыканты взяли псевдоним Sheppard Brothers и выпустили на новом лейбле свой первый релиз — песню „You’ll Be Lonesome Too“, которую позже перепели многие исполнители, начиная с Delmore Brothers и заканчивая Джеймсом Брауном.

### Пик Карьеры
В 1944 Трэвис покинул Цинциннати и уехал в Голливуд. Там его известность существенно возросла, во многом благодаря участию в радио- и живых сценических шоу, а также в исполнении эпизодических ролей в нескольких вестернах категории „B“.

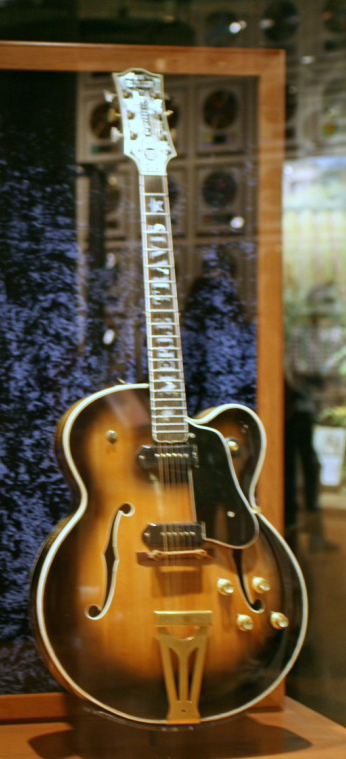
Гитара Мерла Трэвиса модели „Гибсон“ (Gibson Super 400) 1952 года в Зале славы кантри-музыки.

Когда Drifting Pioneers покинули радио WLW, Мерл, Дедушка Джонс и Братья Делмор основали госпел-группу The Brown's Ferry Four (Мерл играл на бас-гитаре). Исполняя традиционные черные и белые госпел-песни, они стали популярным госпел-коллективом того времени, записав почти 4 дюжины двусторонних грампластинок на King Records с 1946 по 1952 гг. Группу The Brown’s Ferry Four называли „пожалуй, лучшей белой госпел-группой“».
В течение этого времени Трэвис появился в нескольких музыкальных роликах (англ. Soundies) — ранней форме музыкальных видеоклипов, предназначенных для воспроизведению на музыкальных автоматах, где можно было увидеть и услышать популярных исполнителей. Первым таким видео Мерла стало «Night Train To Memphis» с группой Джимми Уэйкли Oklahoma Cowboys and Girls, в которой играли Джонни Бонд и Уэсли Таттл. Ещё одна их совместная работа называлась «Why’d I Fall For Abner» и была включена в «2007 PBS documentary Soundies».
Помимо игре в госпел-коллективе, с 1946 года Трэвис начал записываться как сольный исполнитель на Capitol Records. В этом же году были выпущены 3 сингла — «Cincinnati Lou», «No Vacancy» и «Divorce Me C.O.D.», ставшие суперхитами и попавшие в тройку чарта «Hot Country Songs».
В 1946 у Трэвиса родилась идея записать несколько народных песен в современной аранжировке. Результатом этой работы стал в 1947 году фолк-альбом «Folk Songs from the Hills». 2 песни с него стали суперхитами — «Sixteen Tons» и «Dark as a Dungeon». Первую из них перепел Теннесси Эрни Форд в 1955 году, тогда она и получила широкую известность, заняв первую строчку чарта «Hot Country Songs».
Помимо успешного фолк-релиза, 1947 год стал для Мерла пиком кантри-карьеры — вышло 5 синглов, один из которых, «So Round, So Firm, So Fully Packed», стал самой успешной песней исполнителя за всю его карьеру.
На протяжении 40-х и 50-х песни Трэвиса пользовались популярностью на радиостанциях, он появлялся на многих телешоу, посвящённых кантри-музыке, вел собственное — «Мерл Трэвис и Компания» — со своей женой Джун Хэйден. Он был регулярным участником передач «Hollywood Barn Dance», транслировавшейся на радиостанции KNX, и «Town Hall Party» на радио KXLA, в 1953—1961 ставшей телевизионным шоу.

### После пика
Последовательность хит-синглов Трэвиса, начатая в середине 40-х, к началу 50-х свелась на нет. Но, несмотря на спад популярности, он продолжал музыкальную деятельность, успев поработать с такими исполнителями как Джонни Кэш, Дедушка Джонс и Хэнк Томпсон, с последним сделал несколько записей. Трэвис продолжал записываться на Capitol Records в 50-х, всячески экспериментируя со своим звучанием.
В 1953 году Мерл снялся в успешном фильме «Отныне и во веки веков», спев песню «Reenlistment Blues». В 1955 Трэвис записал альбом «The Merle Travis Guitar», который увидел свет 1 января 1956 года. В 1957 вышло переиздание «Folk Songs of the Hills» под названием «Back Home» с четырьмя новыми песнями. В 1960 году вышел «Walkin' the Strings», получивший рейтинг в пять звезд от журнала Rolling Stone.
Его карьера приобрела второе дыхание благодаря возрождению американской народной музыки в конце 50-х — начале 60-х. Трэвис стал хэдлайнером многих концертов, таких как фолк-фестиваль «Carnegie Hall» в 1962. В то же время он переехал в Нэшвилл и стал постоянным участником «Grand Ole Opry».

### Позднее творчество
Начало 70-х стало для Трэвиса спадом популярности, но он продолжал записываться и частенько появляться в таких музыкальных телешоу как «Porter Wagoner Show», «Johnny Cash Show», «Austin City Limits», «Grand Old Country» и «Nashville Swing».
В 1972 году Трэвис участвовал в записи альбома «Will the Circle Be Unbroken» группы Nitty Gritty Dirt Band. В 1974 выпустил альбом «The Atkins-Travis Traveling Show» дуэтом с Четом Аткинсом. Альбом выиграл номинацию Грэмми в категории «лучший инструментал-кантри альбома». Следующий же его альбом, Guitar Player, не был номинирован.

### Личная жизнь
Несмотря на завидную популярность, его личная жизнь была отнюдь не успешной. Мерл страдал тягой к спиртному и время от времени попадал во всякие инциденты, связанные с применением насилия в Калифорнии. На протяжении всей карьеры Мерл страдал страхом перед сценой. Алкоголь помогал ему раскрепощаться и становиться харизматичным на концертах.
За свою жизнь женился несколько раз.

### Смерть
Мерл Трэвис умер в 1983 году от сердечной недостаточности в возрасте 65 лет в своём доме в городе Талекуа, штат Оклахома. Тело музыканта было кремировано, прах развеян вокруг установленного ему мемориала в городе Дрэйксборо, штат Кентукки.

## Дискография

### Студийные альбомы
| Год  | Название                                               | US Country     | Лейбл        |  |
| ---- | ------------------------------------------------------ | -------------- | ------------ |  |
| 1947 | Folk Songs from the Hills                              |                | Capitol      |  |
| 1956 | The Merle Travis Guitar                                |                | Capitol      |  |
| 1960 | Walkin' the Strings                                    |                | Capitol      |  |
| 1962 | Travis                                                 |                | Capitol      |  |
| 1963 | Songs of the Coal Mines                                |                | Capitol      |  |
| 1964 | Merle Travis and Joe Maphis                            |                | Capitol      |  |
| 1967 | Our Man from Kentucky                                  |                | Hilltop      |  |
| 1968 | Strictly Guitar                                        |                | Capitol      |  |
| 1974 | Merle’s Boogie Woogie + 3 (with Ray Campi)             |                | Rollin' Rock |  |
| 1974 | The Atkins — Travis Traveling Show (with Chet Atkins)  | 30             | RCA Victor   |  |
| 1976 | Guitar Player                                          |                | Shasta       |  |
| 1979 | Country Guitar Giants (with Joe Maphis)                |                | CMH          |  |
| 1980 | Light Singin' and Heavy Pickin                         |                | CMH          |  |
| 1980 | Guitar Standards                                       |                | CMH          |  |
| 1981 | Travis Pickin'                                         |                | CMH          |  |
| 1981 | Rough, Rowdy and Blue                                  |                | CMH          |  |
| 1982 | Country Guitar Thunder (1977—1981) (with Joe Maphis)   |                | CMH          |  |
| 1982 | The Clayton McMichen Story (with Mac Wiseman)          |                | CMH          |  |
| 1982 | Farm and Home Hour (with Grandpa Jones)                |                | CMH          |  |
| 1991 | Merle Travis Unreleased Radio Transcriptions 1944—1949 | Country Routes | CMH          |  |

### Синглы
| Год  | Название                             | US Country |
| ---- | ------------------------------------ | ---------- |
| 1946 | «Cincinnati Lou»                     | 2          |
| 1946 | «No Vacancy»                         | 3          |
| 1946 | «Divorce Me C.O.D.»                  | 1          |
| 1947 | «Missouri»                           | 5          |
| 1947 | «So Round, So Firm, So Fully Packed» | 1          |
| 1947 | «Steel Guitar Rag»                   | 4          |
| 1947 | «Three Times Seven»                  | 4          |
| 1947 | «Fat Gal»                            | 4          |
| 1948 | «Merle’s Boogie Woogie»              | 7          |
| 1948 | «Crazy Boogie»                       | 11         |
| 1949 | «What a Shame»                       | 13         |
| 1955 | «Wildwood Flower» (w/ Hank Thompson) | 5          |
| 1966 | «John Henry, Jr.»                    | 44         |

## Фильмография

### В роли музыканта (второй план)
- 1944 The Old Texas Trail
- 1945 When the Bloom is on the Sage
- 1945 Montana Plains
- 1945 Why Did I Fall for Abner?
- 1945 Texas Home
- 1946 Roaring Rangers (с Bronco Busters)
- 1946 Lone Star Moonlight (с Merle Travis Trio)
- 1946 Galloping Thunder (с Bronco Busters)
- 1947 Old Chisholm Trail
- 1947 Silver Spurs
- 1951 Cyclone Fury (с Bronco Busters)
- 1953 From Here to Eternity
- 1966 That Tennessee Beat

### Другие
- 1961 Door-to-Door Maniac
- 1962 The Night Rider
- 1982 Honky Tonk Man